# Передериево
Передериево (укр. Передерієве) — село на Украине, находится в Шахтёрском районе Донецкой области. Под контролем самопровозглашённой Донецкой Народной Республики.

## География
К северу от населённого пункта проходит граница между Донецкой и Луганской областями.

#### Соседние населённые пункты по странам света
С: Лесное — в Луганской области
СЗ: Лиманчук
СВ: —
З: Никифорово, Бражино, Горняцкое
В: Чугунно-Крепинка
ЮЗ: Зрубное, Рассыпное, Латышево
ЮВ: Дмитровка
Ю: —

## Население
Население по переписи 2001 года составляло 7 человек.

## Общие сведения
Код КОАТУУ — 1425282307. Почтовый индекс — 86200. Телефонный код — О6255.

## Адрес местного совета
86262, Донецкая область, Шахтёрский р-н, с. Дмитровка, ул. Центральная, 46; тел. 97-1-42.